# Zerzura
Zerzura (in arabo: زرزورة) è una leggendaria città o oasi del Deserto Libico, menzionata da alcuni manoscritti del XV secolo, il più famoso dal titolo "Il libro delle perle nascoste". In tali manoscritti viene descritta come delle rovine in mezzo al deserto di una città "bianca, bianca come una colomba" e chiamata anche "l'oasi dei piccoli uccelli" da "Zerzur", che in arabo designa un passeraceo noto come culbianc. La città si sarebbe trovata nel Grande Mare di Sabbia, a ovest del Nilo, tra l'Egitto e la Libia.
La città è stata a lungo cercata da esploratori e da archeologi di tutto il mondo, ma invano. Fra le numerose spedizioni di ricerca si può citare quella intrapresa dagli esploratori Ralph Bagnold (Regno Unito) e László Almásy (Ungheria) e molti altri, che per molti anni, almeno dal 1929 al 1938, batterono quel deserto con dei convogli di Ford Modello A. Nel 1932 una spedizione di Clayton e Almásy con l'ausilio di un aereo trovarono due valli con molta vegetazione nel Gilf Kebir; nel 1933 Almásy ne trovò una terza. Nessuno di questi esploratori riuscì a trovare resti di una città.
Gli esploratori che negli anni trenta avevano cercato Zerzura fondarono un club, il "Zerzura Club", fondato nella locanda greca di Wadi Halfa e in seguito con riunioni annuali a Londra nel Café Royale dove si teneva il rituale "Zerzura Dinner". Molti dei membri del club restarono amici e durante la Seconda Guerra Mondiale si arruolarono nel LRDG, mentre Almásy entrò a far parte dell'Afrika Korps. Il libro Il paziente inglese di Michael Ondaatje racconta in maniera notevolmente distorta e romanzata la vita di Almásy.

## Libri su Zerzura
- Saul Kelly, La caccia a Zerzura e la Seconda Guerra Mondiale
- Michael Ondaatje, Il paziente inglese.
- Pierdomenico Baccalario, Viaggio nei Porti Oscuri, quattordicesimo libro della serie dei Libri di Ulysses Moore.
- A. C. Crispin, Pirates of the Caribbean: The Price of Freedom.